# Amazonezit

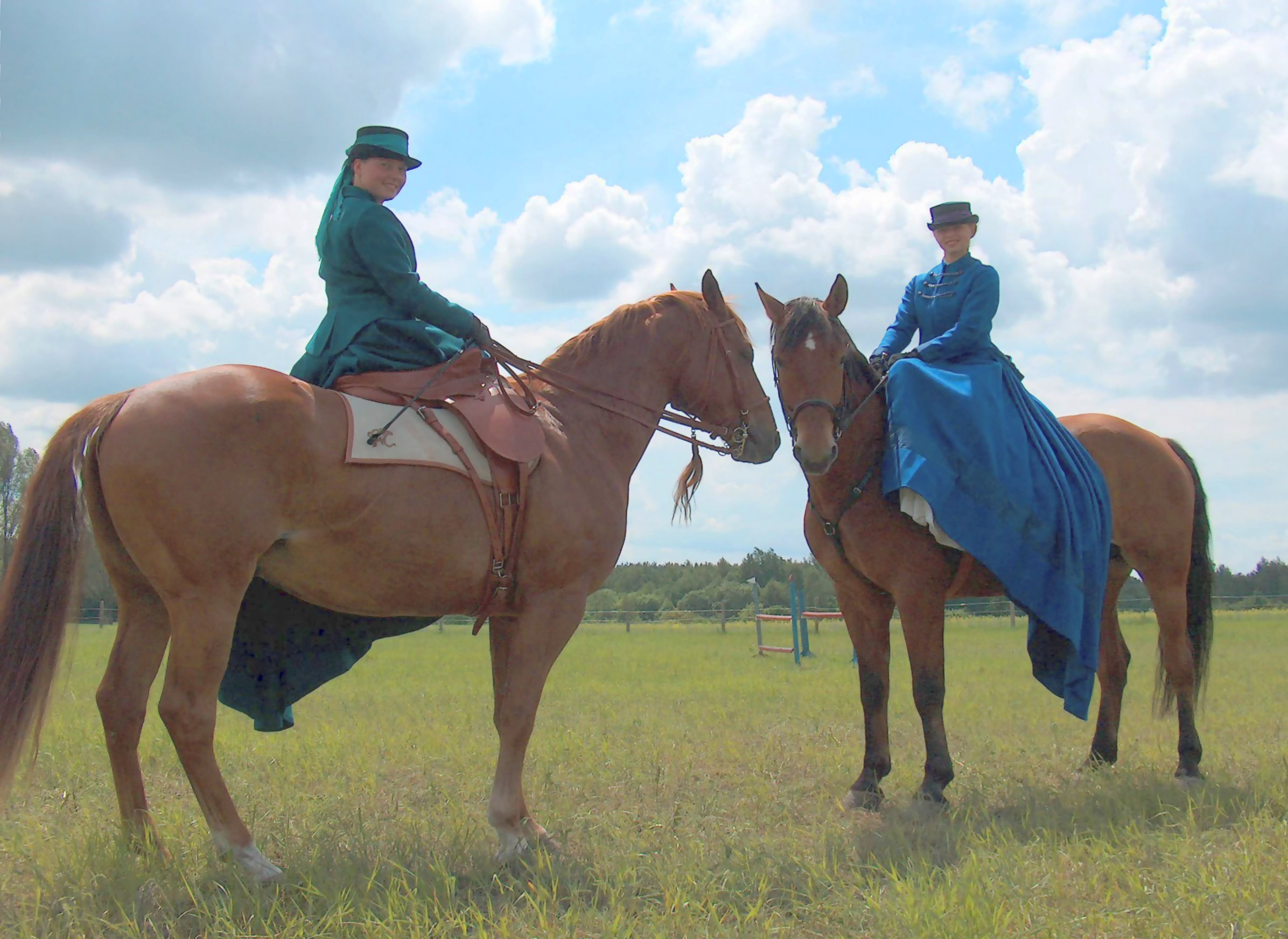
Amazonezit te paard

De amazonezit is een zithouding op een paard, fiets of motorfiets. Deze zithouding was tot in de 19e eeuw de enige rijhouding voor dames, aangezien zij altijd een jurk of rok droegen.
Bij de amazonezit neemt een dame met beide benen aan één kant plaats op het paard. Dit is in tegenstelling tot schrijlings zitten (de herenzit) waarbij de benen aan de verschillende kanten zitten. Voor de amazonezit worden speciale dameszadels gebruikt. Over het algemeen geldt dat de dame met haar benen links zit, de heer die naast haar rijdt, rijdt dan rechts van haar. Het 'enige' verschil is de houding van de benen. In amazonezit doet het bovenlichaam hetzelfde als in herenzit. Het zadel stelt de dame in staat om alles te doen wat met een herenzadel ook kan. Er zijn vrouwen die in dameszadel jachtritten maakten, zelfs tijdens de vossenjacht.
Ter vervanging van de hulpen die gegeven worden met het rechterbeen wordt gebruik gemaakt van een cane of rijstok dan wel een zweep. Vaak werd gebruikgemaakt van paarden die in telgang gaan in plaats van in draf omdat dit comfortabeler is bij amazonezit.
Op de motorfiets of scooter is deze houding voor duozitters verboden.